# Tesourinha (futebolista)
Osmar Fortes Barcellos, mais conhecido como Tesourinha (Porto Alegre, 3 de outubro de 1921 — Porto Alegre, 17 de junho de 1979), foi um futebolista brasileiro. 
Foi titular da ponta-direita da seleção brasileira no Campeonato Sul-Americano de 1945, Campeonato Sul-Americano de 1946 e Campeonato Sul-Americano de 1949. E o único jogador que não atuava no Rio de Janeiro ou em São Paulo que representou a Seleção Brasileira nas três competições. 
Tesourinha foi o grande ícone do futebol gaúcho nos anos 40. De acordo com Cid Pinheiro Cabral em 1956: "Tesourinha fez esquecer de tudo (de todas as épocas) que apareceu antes e depois. O grande astro de todos os tempos e é claro, da era profissional. De 1941 a 1948 foi qualquer coisa de extraordinário, indescritível, na cena regional.". Em 1949 venceu o concurso Melhoral dos Cracks do Brasil de 1948 promovido pela rádio Tupi do Rio de Janeiro como o jogador mais popular do Brasil. 
É considerado um dos maiores jogadores da história do Sport Club Internacional. Ganhou oito títulos gaúchos e marcou 178 gols em 149 jogos. . Foi escolhido para duas seleções de todos os tempos do clube organizado pela Revista Placar: em 1982 e em 1994.

## Estilo de Jogo
Tesourinha foi reconhecido como um dos maiores dribladores do país. Segundo a Manchete Esportiva: "Ele driblava de maneira tal que ia passando pelos adversários, rumo ao gol, deixando atrás de si uma fileira de jogadores contrários. Tantas vezes isso se verificou que a fila que sempre existia passou a se chamar "Fila Tesourinha"". 
Tesourinha batia faltas, cabeceava, era rápido e capaz de jogar nas duas pontas, a direita e a esquerda, o que nem todos os pontas da época eram capazes de fazer. Não apenas preparava as jogadas, como também fazia muitos gols. Em dez anos de Inter foram 178 gols em 149 jogos, média superior a um gol por jogo.  No Campeonato Sul-Americano de Futebol de 1949 marcou 7 gols em 7 jogos, média de um gol por jogo.
Foi o grande ponteiro direito do Brasil nos anos 40. Quando parou de ser convocado para a Seleção Brasileira nos anos 50, Mário Filho  lamentou que: "Tesourinha não passara o bastão a ninguém" uma vez que Júlio Botelho só apareceu anos depois. 
Chegou ao Rio de Janeiro com 29 anos. Egídio Landolfi, adversário no Botafogo, lamentou que acompanhou a carreira de Tesourinha por apenas dois anos, e em 1953, afirmou que Tesourinha foi o maior ponteiro do país até então, mas retirou-se cedo demais.
É considerado um dos três maiores jogadores do futebol gaúcho ao lado de Paulo Roberto Falcão e Ronaldinho Gaúcho.

## Carreira

### Internacional
Tesourinha, que teve o apelido tirado de um bloco carnavalesco no qual participava chamado Os Tesouras. Começou a carreira jogando em um clube amador de Porto Alegre, o Ferroviário, time da Ilhota, ex-vila da capital do Rio Grande do Sul, hoje batizada de Praça Garibaldi. Em 1939, aos 18 anos, foi convidado por um olheiro do Internacional a fazer testes no clube, sendo aprovado. O clube constatou que Tesourinha precisava engordar e autorizou uma padaria próxima ao Estádio dos Eucaliptos a fornecer pão e leite a ele.
No Internacional, Tesourinha estreou aos 18 anos no dia 23 de outubro de 1939, em uma vitória de seu time sobre o Cruzeiro por 2–1, em partida válida pelo citadino de Porto Alegre. Seu primeiro gol como profissional só viria a ocorrer em um amistoso com o Força e Luz em 14 de dezembro daquele ano, no qual o Internacional venceu por 7–0.
Devido à concorrência com o consagrado Carlitos, Tesourinha foi deslocado para a ponta-direita, onde teve exitosa carreira. Consagrou-se no chamado Rolo Compressor, como foi denominada a equipe do Internacional da década de 1940 hexacampeã gaúcha e tida como "imbatível".
Em agosto de 1946, o Internacional renovou o contrato com o Tesourinha por dois anos, pelo valor de Cr$ 80.000,00. Em 23 de janeiro de 1949 venceu o concurso Melhoral dos Cracks do Brasil de 1948 com a expressiva soma de 3.889.840 votos, além do título Tesourinha recebeu um apartamento n. 403 do Edifício Colima, Rua Haddock Lobo, 191, Tijuca, Rio de Janeiro. Esse apartamento, oferta de Cibrasil, estava avaliado em 215.000 cruzeiros.
Tesourinha é o quinto maior artilheiro da história do Internacional com 178 gols em 149 jogos.

### Vasco Da Gama
Ainda em 1949, Tesourinha transferiu-se do Internacional para o Vasco e passou a ganhar 35 vezes mais. Segundo Tesourinha: "Meu passe custou 300 contos, uma verdadeira fortuna para a época, e eu fui ganhando 7 contos por mês. Era uma quantia exorbitante para quem ganhava 200 mil-réis no Inter. Além disso, eu ganhei um apartamento no Rio".
Estreou no dia 4 de janeiro de 1950, em partida válida pelo Torneio Rio-São Paulo, na qual o Vasco venceu a Portuguesa de Desportos por 5–2 e Tesourinha marcou um gol cobrando falta. No Vasco enfrentou uma grave lesão de meniscos que o tirou da Copa do Mundo FIFA de 1950. 
No clube carioca, fez parte da fase final do time apelidado de Expresso da Vitória. Tesourinha atuou no Vasco em 51 jogos e marcou 23 gols.

### Grêmio
Em 1952, Tesourinha foi contratado pelo Grêmio em um grande lance do ex-presidente Saturnino Vanzelotti  
. Por um tempo foi equivocadamente tratado como o primeiro negro da história do Grêmio, porém o percursor foi Armando Luiz Antunes em 1912. 
A estreia de Tesourinha ocorreu no amistoso do dia 16 de março de 1952, em uma vitória por 5–3 sobre o Juventude, em Caxias do Sul. Tesourinha marcou dois gols na partida.
Tesourinha esteve presente no jogo de inauguração do Estádio Olímpico Monumental dois anos depois em 1954. O Grêmio venceu por 2 a 0 o Nacional do Uruguai e Tesourinha deu as duas assistências do jogo, as primeiras assistências da historia do novo estádio. 
No Grêmio, Tesourinha atuou em 120 jogos e marcou 41 gols.

### Aposentadoria
Encerrou a carreira em 1957, jogando pelo Nacional de Porto Alegre. Ainda ensaiou seguir a carreira de técnico, ao dirigir o Futebol Clube Montenegro em 1960.

## Seleção Brasileira
Em 1944, foi convocado pelo treinador Flávio Costa para a Seleção Brasileira, onde Tesourinha estreou em um amistoso contra a Seleção do Uruguai, no dia 14 de maio, marcando um dos gols da vitória brasileira por 6–1.
Nos Campeonato Sul-Americano de Futebol de 1945 e Campeonato Sul-Americano de Futebol de 1946 formou um quinteto ofensivo famoso com Zizinho, Jair da Rosa Pinto, Heleno de Freitas e Ademir Menezes, considerado por Obdulio Varela o melhor ataque da história da seleção. Mário Filho corroborou: "O ataque de 50 tinha um grande trio de ataque: Zizinho, Ademir Menezes e Jair. Mas o de 45 não apresentava uma falha: Zizinho, Jair da Rosa Pinto, Heleno de Freitas, Tesourinha e Ademir Menezes.".
Foi escolhido de forma unânime para a seleção do Campeonato Sul-Americano de Futebol de 1945 em votação dos jornalistas do continente organizada pelo O Globo Sportivo. Terminou a competição com 1 gol e 3 assistências em 6 jogos. No Campeonato Sul-Americano de Futebol de 1946 foi o líder de assistências do Brasil, com 3 passes para gol. 
Participou do Campeonato Sul-Americano de 1949, quando a seleção brasileira acabou com um jejum de títulos oficiais de 27 anos. Tesourinha marcou 7 gols e distribuiu 2 assistências neste campeonato e terminou como terceiro artilheiro da competição. 
No geral, disputou três Copa América com 15 jogos, 8 gols e 8 assistências.
Para o Jornal dos Sports, Tesourinha foi preterido na Copa do Mundo de 1950 devido à sua condição física: "o atacante gaúcho tem um joelho que o tem impedido de produzir à altura de suas verdadeiras possibilidades técnicas. Assegura-se, inclusive, que haverá a necessidade de extração de um dos meniscos.".  Como Tesourinha foi titular na conquista do sul-americano no ano anterior, o Jornal dos Sports descreveu após a Copa do Mundo: "Hoje ainda é lamentada a ausência de Tesourinha no scratch brasileiro de 1950. O seu ingresso no Vasco depois de longa batalha contra o Internacional foi festejada por toda a torcida, que julgava resolvida assim o problema da ponta direita da seleção brasileira. (...). Mas Tesourinha não foi feliz tendo de abandonar os treinos para a Copa do Mundo devido a fratura do menisco. (...). Quando se recorda o que fez Tesourinha no Campeonato Sul-Americano de Futebol de 1949 parece ter sido uma perda sensível para o team. Mas lembramo-nos também de  45 no Chile, o mesmo Tesourinha falhou na peleja contra os argentinos perdendo duas ou três oportunidades de ouro para inverter a marcha da contagem.".
No total jogou 23 vezes pela seleção brasileira, anotou 10 gols e conquistou 5 títulos.

## Seleção Carioca
Tesourinha estreou em 8 de março de 1950 pela Seleção Carioca, na vitória por 4–2 sobre a Seleção Mineira. Tesourinha marcou o terceiro gol da partida, se contundiu depois de um choque com Lusitano, teve um músculo distendido. Foi campeão do Campeonato Brasileiro de Seleções Estaduais de 1950.

## Morte
Tesourinha faleceu em 17 de junho de 1979, aos 57 anos, vitimado por um câncer no estômago.

## Estatísticas
| Ano               | Clube             | Jogos | Gols |
| ----------------- | ----------------- | ----- | ---- |
| 1939              | Internacional     |       | 1    |
| 1940              | Internacional     |       | 11   |
| 1941              | Internacional     |       | 9    |
| 1942              | Internacional     |       | 16   |
| 1943              | Internacional     |       | 27   |
| 1944              | Internacional     |       | 19   |
| 1945              | Internacional     |       | 24   |
| 1946              | Internacional     |       | 11   |
| 1947              | Internacional     |       | 16   |
| 1948              | Internacional     |       | 24   |
| 1949              | Internacional     |       | 20   |
| Total             | Total             | 149   | 178  |
| 1950              | Vasco da Gama     |       | 5    |
| 1951              | Vasco da Gama     |       | 17   |
| Total             | Total             | 48    | 22   |
| 1952              | Grêmio            | 31    | 12   |
| 1953              | Grêmio            | 30    | 10   |
| 1954              | Grêmio            | 45    | 16   |
| 1955              | Grêmio            | 13    | 3    |
| Total             | Total             | 120   | 41   |
| 1956              | Nacional          |       | 4    |
| 1957              | Nacional          |       | 1    |
| Total             | Total             |       | 5    |
| Total na carreira | Total na carreira |       | 240  |

### Seleção Gaúcha
Expanda a caixa de informações para conferir todos os jogos deste jogador, pela sua seleção.
|     | Data                   | Local                             | Resultado | Adversário       | Gol(s) | Competição                   |
| --- | ---------------------- | --------------------------------- | --------- | ---------------- | ------ | ---------------------------- |
| 1.  | 22 de dezembro de 1940 | Timbaúva, Porto Alegre            | 5–0       | Paraná           | 2      | Brasileirão de Seleções 1940 |
| 2.  | 29 de dezembro de 1940 | Pacaembu, São Paulo               | 1–2       | São Paulo        | 0      | Brasileirão de Seleções 1940 |
| 3.  | 9 de novembro de 1941  | Montanha, Porto Alegre            | 6–4       | Santa Catarina   | 1      | Brasileirão de Seleções 1941 |
| 4.  | 27 de novembro de 1941 | Pacaembu, São Paulo               | 3–2       | Pará             | 1      | Brasileirão de Seleções 1941 |
| 5.  | 29 de novembro de 1941 | Pacaembu, São Paulo               | 5–4       | Minas Gerais     | 0      | Brasileirão de Seleções 1941 |
| 6.  | 3 de dezembro de 1941  | Pacaembu, São Paulo               | 7–2       | São Paulo        | 0      | Brasileirão de Seleções 1941 |
| 7.  | 6 de dezembro de 1941  | Pacaembu, São Paulo               | 4–1       | São Paulo        | 0      | Brasileirão de Seleções 1941 |
| 8.  | 18 de novembro de 1942 | Pacaembu, São Paulo               | 4–1       | Mato Grosso      | 0      | Brasileirão de Seleções 1942 |
| 9.  | 25 de novembro de 1942 | Laranjeiras, Rio de Janeiro       | 0–3       | Distrito Federal | 0      | Brasileirão de Seleções 1942 |
| 10. | 29 de novembro de 1942 | General Severiano, Rio de Janeiro | 1–6       | Distrito Federal | 0      | Brasileirão de Seleções 1942 |
| 11. | 31 de outubro de 1943  |                                   | 3–0       | Santa Catarina   | 1      | Brasileirão de Seleções 1943 |
| 12. | 14 de novembro de 1943 |                                   | 2–3       | Paraná           | 0      | Brasileirão de Seleções 1943 |
| 13. | 21 de novembro de 1943 | Pacaembu, São Paulo               | 0–3       | Bahia            | 0      | Brasileirão de Seleções 1943 |
| 14. | 28 de novembro de 1943 | Pacaembu, São Paulo               | 4–1       | Bahia            | 0      | Brasileirão de Seleções 1943 |
| 15. | 5 de dezembro de 1943  | Pacaembu, São Paulo               | 3–5       | São Paulo        | 2      | Brasileirão de Seleções 1943 |
| 16. | 8 de dezembro de 1943  | Pacaembu, São Paulo               | 0–5       | São Paulo        | 0      | Brasileirão de Seleções 1943 |
| 17. | 29 de outubro de 1944  | Porto Alegre                      | 4–0       | Paraná           | 2      | Brasileirão de Seleções 1944 |
| 18. | 5 de novembro de 1944  | Curitiba                          | 0–0       | Paraná           | 0      | Brasileirão de Seleções 1944 |
| 19. | 9 de novembro de 1944  | Pacaembu, São Paulo               | 1–2       | Pernambuco       | 0      | Brasileirão de Seleções 1944 |
| 20. | 12 de novembro de 1944 | Pacaembu, São Paulo               | 9–4       | Pernambuco       | 2      | Brasileirão de Seleções 1944 |
| 21. | 19 de novembro de 1944 | Laranjeiras, Rio de Janeiro       | 2–1       | São Paulo        | 0      | Brasileirão de Seleções 1944 |
| 22. | 26 de novembro de 1944 | Pacaembu, São Paulo               | 0–8       | São Paulo        | 0      | Brasileirão de Seleções 1944 |
| 23. | 27 de outubro de 1946  |                                   | 2–4       | Paraná           | 1      | Brasileirão de Seleções 1946 |
| 24. | 3 de novembro de 1946  |                                   | 8–2       | Paraná           | 3      | Brasileirão de Seleções 1946 |
| 25. | 21 de novembro de 1946 |                                   | 4–0       | Bahia            | 1      | Brasileirão de Seleções 1946 |
| 26. | 1 de dezembro de 1946  |                                   | 0–5       | São Paulo        | 0      | Brasileirão de Seleções 1946 |
| 27. | 5 de dezembro de 1946  | São Januário, Rio de Janeiro      | 5–4       | São Paulo        | 1      | Brasileirão de Seleções 1946 |

### Seleção Brasileira
Expanda a caixa de informações para conferir todos os jogos deste jogador, pela sua seleção nacional.
|     | Data                    | Local                                     | Resultado | Adversário | Gol(s) | Competição           |
| --- | ----------------------- | ----------------------------------------- | --------- | ---------- | ------ | -------------------- |
| 1.  | 14 de maio de 1944      | Estádio São Januário, Rio de Janeiro      | 6–1       | Uruguai    | 1      | Amistoso             |
| 2.  | 21 de janeiro de 1945   | Estádio Nacional de Chile, Santiago       | 3–0       | Colômbia   | 0      | Sul-Americano 1945   |
| 3.  | 28 de janeiro de 1945   | Estádio Nacional de Chile, Santiago       | 2–0       | Bolívia    | 1      | Sul-Americano 1945   |
| 4.  | 7 de fevereiro de 1945  | Estádio Nacional de Chile, Santiago       | 3–0       | Uruguai    | 0      | Sul-Americano 1945   |
| 5.  | 14 de fevereiro de 1945 | Estádio Nacional de Chile, Santiago       | 1–3       | Argentina  | 0      | Sul-Americano 1945   |
| 6.  | 21 de fevereiro de 1945 | Estádio Nacional de Chile, Santiago       | 9–2       | Equador    | 0      | Sul-Americano 1945   |
| 7.  | 28 de fevereiro de 1945 | Estádio Nacional de Chile, Santiago       | 1–0       | Chile      | 0      | Sul-Americano 1945   |
| 8.  | 16 de dezembro de 1945  | Estádio do Pacaembu, São Paulo            | 3–4       | Argentina  | 0      | Copa Roca 1945       |
| 9.  | 5 de janeiro de 1946    | Estádio Centenário, Montevidéu            | 3–4       | Uruguai    | 0      | Copa Rio Branco 1946 |
| 10. | 16 de janeiro de 1946   | Estádio El Gasómetro, Buenos Aires        | 3–0       | Bolívia    | 0      | Sul-Americano 1946   |
| 11. | 23 de janeiro de 1946   | Estádio El Gasómetro, Buenos Aires        | 4–3       | Uruguai    | 0      | Sul-Americano 1946   |
| 12. | 29 de janeiro de 1946   | Estádio El Gasómetro, Buenos Aires        | 1–1       | Paraguai   | 0      | Sul-Americano 1946   |
| 13. | 3 de fevereiro de 1946  | Estádio El Gasómetro, Buenos Aires        | 5–1       | Chile      | 0      | Sul-Americano 1946   |
| 14. | 10 de fevereiro de 1946 | Estádio Monumental de Núñez, Buenos Aires | 0–2       | Argentina  | 0      | Sul-Americano 1946   |
| 15. | 1 de abril de 1947      | Estádio São Januário, Rio de Janeiro      | 3–2       | Uruguai    | 1      | Copa Rio Branco 1947 |
| 16. | 3 de abril de 1949      | Estádio São Januário, Rio de Janeiro      | 9–1       | Equador    | 2      | Sul-Americano 1949   |
| 17. | 17 de abril de 1949     | Estádio do Pacaembu, São Paulo            | 5–0       | Colômbia   | 1      | Sul-Americano 1949   |
| 18. | 24 de abril de 1949     | Estádio São Januário, Rio de Janeiro      | 7–1       | Peru       | 0      | Sul-Americano 1949   |
| 19. | 30 de abril de 1949     | Estádio São Januário, Rio de Janeiro      | 5–1       | Uruguai    | 1      | Sul-Americano 1949   |
| 20. | 8 de maio de 1949       | Estádio São Januário, Rio de Janeiro      | 1–2       | Paraguai   | 1      | Sul-Americano 1949   |
| 21. | 11 de maio de 1949      | Estádio São Januário, Rio de Janeiro      | 7–0       | Paraguai   | 2      | Sul-Americano 1949   |
| 22. | 6 de maio de 1950       | Estádio do Pacaembu, São Paulo            | 3–4       | Uruguai    | 0      | Copa Rio Branco 1950 |
| 23. | 14 de maio de 1950      | Estádio São Januário, Rio de Janeiro      | 3–2       | Uruguai    | 0      | Copa Rio Branco 1950 |

## Títulos
Internacional
- Campeonato Gaúcho: 1940, 1941, 1942, 1943, 1944, 1945, 1947, 1948
- Campeonato Citadino de Porto Alegre: 1940, 1941, 1942, 1943, 1944, 1945, 1947, 1948
- Torneio Extra de Porto Alegre: 1946
- Taça Cidade de Porto Alegre: 1949

Vasco da Gama
- Campeonato Carioca: 1950

Seleção Carioca
- Campeonato Brasileiro de Seleções Estaduais: 1950

Seleção Brasileira
- Copa Roca: 1945
- Copa Rio Branco: 1947 e 1950
- Copa América: 1949.
- Taça Oswaldo Cruz: 1950